# شامپانزه (فیلم ۲۰۰۱)
«شامپانزه» (انگلیسی: The Chimp (2001 film)) یک فیلم است که در سال ۲۰۰۱ منتشر شد.